# Desa Rancasari (administrativ by i Indonesien, lat -6,30, long 107,81)
Desa Rancasari är en administrativ by i Indonesien.   Den ligger i provinsen Jawa Barat, i den västra delen av landet, 110 km öster om huvudstaden Jakarta.